# 2012
سنة 2012 م من ميلاد المسيح هي سنة كبيسة وتبدأ يوم الأحد في التقويم الميلادي
وهي السنة الثانية عشر من الألفية الثالثة والقرن 21 والثالثة من عقد 2010.
أعلنت الجمعية العامة للأمم المتحدة أن سنة 2012 سنة دولية للتعاونيات، حيث تسلط الضوء على مساهمة التعاونيات في التنمية الاجتماعية والاقتصادية، ولا سيما الإقرار بتأثيرها في الحد من الفقر وتوليد فرص العمل والاندماج الاجتماعي. كما أقر بأنها سنة دولية للطاقة المستدامة للجميع. وسميت كذلك بسنة آلان تورنغ احتفاءً بمرور مئة عام على ميلاد الرياضياتي ورائد الحاسوب ومحلل الشفرات آلان تورنغ.
وأيضًا توجد هناك العديد من المعتقدات الشعبية حول سنة 2012. وتتراوح تلك المعتقدات بين التحول الروحي إلى النبوءات المرتكزة على تفسيرات متعددة من حساب التقويم الطويل لشعوب أمريكا الوسطى. حيث ألف بعض العلماء المعاصرين نشرات مخيفة اختلفوا في تفسيرها.

## أحداث
- 19 يوليو: بدء حصار نبل والزهراء والذي استمر إلى 3 فبراير 2016.
- 2 أغسطس: بدء حصار قاعدة منغ الجوية والذي استمر إلى 6 أغسطس 2013.
- حصار بني وليد في الفترة ما بين 9 سبتمبر و26 أكتوبر.
- حصار الفوج 46 في الفترة ما بين 22 سبتمبر و19 نوفمبر.
- 11 أكتوبر: بدء حصار وادي الضيف والذي استمر إلى 18 أبريل 2013.
- حصار العكر في الفترة ما بين 19 أكتوبر ونوفمبر.
- 8 نوفمبر: بدء حصار داريا والمعضمية والذي استمر إلى 27 أغسطس 2016.

### يناير
- 11 يناير - اغتيال مصطفى أحمدي روشن عالم نووي إيراني، وأستاذ جامعة بواسطة قنبلة ألصقت بسیارته من قبل راکبي الدراجة النارية بالعاصمة طهران.
- 23 يناير - العلاقات الأوربية-الإيرانية: الاتحاد الأوروبي يتبنى حظرًا اقتصاديًا ضد إيران احتجاجًا على استمرارها في جهود تخصيب اليورانيوم.

### فبراير
- 1 فبراير - 72 قتيل، وأكثر من 1000 مصاب في أحداث تلت مباراة لكرة القدم بمدينة بور سعيد في مصر، سميت باسم مذبحة بورسعيد.
- 6 فبراير
  - اليوبيل الماسي للملكة اليزابيث الثانية بمناسبة الذكرى 60 لتوليها عروش المملكة المتحدة وكندا وإستراليا ونيوزيلندا، والذكرى الستين لترأسها الكومنولث.
  - زلزال بقوة 6.7 على مقياس ريختر يضرب الفلبين.
- 15 فبراير - حريق في سجن في كوماياغوا، الهندوراس يتسبب في مقتل 360 شخصًا.
- 19 فبراير - إيران توقف صادرات النفط إلى بريطانيا وفرنسا بعد العقوبات التي فرضها الاتحاد الأوروبي والولايات المتحدة في يناير.
- 21 فبراير - أزمة ديون الحكومة اليونانية: وزراء المالية في منطقة اليورو يتوصلون إلى اتفاقية بشأن حزمة إنقاذ ثانية بمقدار 130 مليار يورو لصالح اليونان.
- 27 فبراير - ضمن سياق أحداث الربيع العربي: نتيجةً للمظاهرات المستمرة، تولى نائب رئيس الجمهورية عبد ربه منصور هادي منصب رئيس الجمهورية خلفًا لعلي عبد الله صالح.

### مارس
- 21 مارس انقلاب عسكري في مالي يطيح بنظام حامادو توماني توري وتولي أمادو سانوغو الرئاسة

### أبريل
- الانتخابات الرئاسية الفرنسية 2012

### مايو
- تعهدات للمجلس الأعلى للقوات المسلحة بمصر بتسليم السلطة
- فوز فرانسوا هولاند بالانتخابات الرئاسية الفرنسية 2012.
- 21 مايو تعيين أركادي دفوركوفيتش نائبًا لرئيس الوزراء الروسي دميتري مدفيديف.
- 28 مايو لجنة الانتخابات الرئاسية المصرية تعلن نتيجة الجولة الأولى، وكانت النتيجة هي حصول مرشح حزب الحرية والعدالة محمد مرسي على 24.78% من الأصوات وأحمد شفيق على 23.66% من الأصوات وتأهلهما إلى الجولة الثانية من الانتخابات.

### يونيو
البوذيون في بورما يقومون بإبادة عرقية للمسلمين راح ضحيتها 50000 مسلم حسب الإحصائيات
- 8 يونيو:انطلاق بطولةأمم أوروبا 2012 في بولندا وأوكرانيا.

17 يونيو - الهيئة الوطنية للانتخابات بمصر تعلن فوز الرئيس محمد مرسي مرشح حزب الحرية والعدالة بنسبة 51.73% وخسارة أحمد شفيق بنسبة 48.27%.
- 29 يونيو و30 يونيو - مرسي يؤدي اليمين الدستورية أمام الجمهور في ميدان التحرير وفي المحكمة الدستورية العليا وفي جامعة القاهرة رئيسًا لجمهورية مصر العربية

### يوليو
- 20 يوليو : زلزال بقوة 4.9 على مقياس ريختر يضرب الصين.
- 27 يوليو - افتتاح دورة الألعاب الاولمبية الصيفية عام 2012 في لندن.

### سبتمبر
- 5 سبتمبر - انفجار ترسانة أفيون قره حصار في تركيا.

### أكتوبر
- 14 أكتوبر: النمساوي فيليكس باومغارتنر يقوم بأعلى قفزة لإنسان في التاريخ بعد أن من الفضاء وعلى ارتفاع 39 كلم عن سطح الأرض.
- 30 أكتوبر إعصار ساندي يضرب السواحل الشرقية للولايات المتحدة ويقتل 200 شخص في الولايات المتحدة وهايتي وكندا وغرق الكثير من المباني في نيويورك ونيو جيرسي.

### نوفمبر
- 14 نوفمبر: استهداف إسرائيل للقائد أحمد الجعبري مما أسفر عن قيام معركة بين فصائل المقاومة الفلسطينية والكيان الإسرائيلي سميت بـ (عامود السحاب) من الجانب الإسرائيلي وسمتها فصائل المقاومة الفلسطينية بـ (معركة السماء الزرقاء)، راح ضحيتها 160 شهيدًا من الفلسطينيين و20 قتيل صهيوني مما أرغم الاحتلال الإسرائيلي بالقبول بالهدنة مع الفصائل الفلسطينية .
- 21 نوفمبر : أحداث قصر الاتحادية بعد صدور الإعلان الدستوري المكمل.
- 29 نوفمبر: التصويت على القرار 67/19 للجمعية العامة للأمم المتحدة، الذي رقى مرتبة دولة فلسطين من كيان غير عضو إلى دولة غير عضو في الأمم المتحدة.

### ديسمبر
- 16 ديسمبر: شابة هندية تتعرض للضرب والاغتصاب من قبل ستة ذكور في دلهي، ما أثار احتجاجات واسعة النطاق أسفرت عن إصابة 100 شخص ومقتل شرطي.

## وفيات

### يناير
- إبراهيم أصلان، كاتب ومؤلف مصري.
- قاسم جداين، صحفي مغربي.
- سهير الباروني ممثلة مصرية.
- مانويل فراغا, سياسي إسباني.
- أوسكار لويجي سكالفارو, رئيس إيطالي سابق.
- إيتا جيمس, مغنية أمريكية.

### فبراير
- فاضل الفهد، ممثل كويتي.
- فيسوافا شيمبورسكا, شاعرة بولندية حائزة على جائزة نوبل في الأدب.
- إبراهيم الفقي، مدرب تنمية بشرية مصري.
- 15 فبراير عبد الحافظ حلمي محمد، عالم أحياء ولغوي مصري.
- ويتني هيوستن - مغنية أمريكية مشهورة.

### مارس
- فلودزميزيرز سمولاريك, لاعب كرة قدم بولندي سابق.
- سيد عبد الكريم, ممثل مصري.
- فرانك شيروود رولاند, كيميائي أمريكي حائز على جائزة نوبل.
- 17 مارس البابا شنودة الثالث رئيس أساقفة الكنيسة القبطية الأرذثوكسية.
- جورج توبو الخامس, ملك تونغا.
- عبد الله يوسف أحمد, رئيس جمهورية الصومالي من 2004 إلى 2008.
- أنطونيو تابوكي, كاتب وأكاديمي إيطالي.
- صبحي سعدو ، مصارع سوري .

### أبريل
- فاطمة نسل شاه حفيدة آخر سلطان عثماني.
- أحمد بن بلة، أول رئيس للجزائر بعد الاستقلال.
- بينجو وا موثاريكا، رئيس مالاوي.
- خالد تاجا، ممثل سوري.
- فؤاد خليل، ممثل مصري.
- شكري غانم، شخصية اقتصادية وسياسية ليبية.
- موراي روز, سباح وممثل أسترالي.
- ديك كلارك, مذيع أمريكي.
- أحمد تيناوي، شاعر وصحفي سوري.
- الشاذلي بن جديد رئيس جزائري سابق.
- بييرماريو موروسيني لاعب كرة قدم إيطالي.
- سمير سعيد لاعب كرة قدم كويتي.
- ريجينا مارتينيز، صحفية مكسيكية.

### مايو
- ناجي طالب رئيس وزراء عراقي سابق.
- رشيدي يقيني, لاعب كرة قدم نيجيري.
- موريس سينداك, كاتب أمريكي.
- فيدال ساسون, رجل أعمال بريطاني.
- كارلوس فوينتس, كاتب مكسيكي بنمي.
- دونا سمر مغنية وشاعرة أمريكية.
- روبن غيب, مغني ماني.
- وردة الجزائرية مطربة جزائرية.
- أندرو هكسلي, فيزيائي بريطاني حاز على جائزة نوبل.

### يونيو
- نايف بن عبد العزيز آل سعود، ولي العهد السابق للسعودية.
- إدوارد خيل, مغني روسي.
- راي برادبري, كاتب أفلام وسيناريو أمريكي.
- يوسف داود، ممثل مصري.
- تيوفيلو ستيفنسون, ملاكم كوبي.
- إلينور أوستروم, اقتصادية وسياسية أمريكية حازت على جائزة نوبل في الاقتصاد.
- أبو يحيى الليبي قيادي في تنظيم القاعدة.
- علاء سعد مطرب عراقي.
- مانويل بريسيادو لاعب ومدرب كرة قدم إسباني.
- إسحاق شامير, رئيس وزراء إسرائيل السابق.

### يوليو
- عمر سليمان، المدير السابق للمخابرات العامة المصرية، ونائب رئيس الجمهورية.
- أندي جريفيث، ممثل أمريكي.
- إيرنست بورغنين ممثل أمريكي.
- سيكستين يرنبرغ، لاعب تزلج سويدي.
- حسن توركماني وزير الدفاع السوري السابق.
- سالي رايد، فيزيائية ورائدة فضاء أمريكية.
- جون أتا ميلز رئيس جمهورية غانا.
- غور فيدال، كاتب أمريكي.
- تشاو جين، إحاثي صيني.
- محمد بن سعود بن عبد العزيز آل سعود أمير منطقة الباحة السابق.

### أغسطس
- محمد نوح مطرب وملحن مصري.
- ملس زيناوي رئيس إثيوبيا.
- مارفن هاملستش, ملحن وموسيقار أمريكي.
- توني سكوت, مخرج أفلام بريطاني.
- دوم منتوف, رئيس وزراء مالطا السابق.
- نيل آرمسترونغ, رائد فضاء أمريكي وأول من مشى على سطح القمر.
- سيرجي كابيتسا، عالم فيزياء روسي.

### سبتمبر
- محمود الجوهري، مدرب كرة قدم مصري.
- أحمد محمد البسيوني موسى، أستاذ جامعي، ووكيل المعهد العالي للخدمة الاجتماعية بالمنصورة.
- أحمد رمزي، ممثل مصري.
- إسماعيل عبد الحافظ مخرج دراما مصري.
- مساعد بن سعود بن عبدالعزيز آل سعود أمير منطقة تبوك السابق.
- هذلول بن عبدالعزيز آل سعود رئيس نادي الهلال السعودي السابق.

### أكتوبر
- إريك هوبسباوم, مؤرخ ماركسي ومفكر بريطاني.
- عفيفة إسكندر مطربة عراقية.
- حسين البدر ممثل كويتي.
- نوردوم سيهانوك, ملك كمبودي سابق.
- ياش شوبرا, ممثل هندي.
- الشاذلي بن جديد الرئيس الرابع للجزائر.

### نوفمبر
- أحمد الجعبري نائب القائد العام لكتائب القسام فلسطيني.

### ديسمبر
- فيصل بن سعود بن عبد العزيز آل سعود، أمير سعودي.
- تركي بن سلطان بن عبد العزيز آل سعود، أمير سعودي.
- صيتة بنت فهد الدامر، إحدى زوجات الملك خالد.
- أوسكار نيماير, معماري برازيلي ومصمم مبنى الأمم المتحدة.
- باتريك مور, فلكي بريطاني.
- عمار الشريعي, موسيقار مصري.
- عياض الدين أحمد رئيس جمهورية بنغلاديش السابق.
- رافي شانكار, موسيقار هندي.
- محي الدين عبد المحسن ممثل مصري.

## جوائز عالمية

### جائزة نوبل
- في الفيزياء –  دايفد وينلاند و سارج آروش.
- في الكيمياء –  روبرت جيه ليفكوويتز و برايان كابيلكا .
- في الطب –  جون غوردون و شينيا ياماناكا .
- في الأدب –  مو يان .
- في السلام –  الاتحاد الأوروبي .
- في الاقتصاد –  ألفين روث و لويد شابلي.

### جائزة الملك فيصل العالمية
- في خدمة الإسلام – السعودي سليمان بن عبد العزيز الراجحي.
- في الدراسات الإسلامية – السعودي عدنان بن محمد بن عبد العزيز الوزان
- في اللغة العربية والأدب – مناصفة بين المصريان علي حلمي موسى ونبيل علي محمد.
- في الطب – مناصفة بين الأمريكيان ريتشارد بيركويتز وجيمس بسل[الألمانية].
- في العلوم – الأمريكي ألكسندر فارشفسكي.